# Enzo Roco
Enzo Pablo Roco Roco (Ovalle, 16 d'agost de 1992) és un futbolista professional xilè que juga com a defensa central per l'Al-Tai.

## Trajectòria esportiva
Roco va entrar al planter de la Universidad Católica el 2000, a vuit anys. Ascendí al primer equip el 2011, i va jugar el seu primer partit com a professional el 8 de maig de 2011, com a titular, en un partit que acabà 0–0 a casa contra la Unión Española i en el qual fou expulsat.
El 24 de setembre Roco va marcar el seu primer gol com a professional, en una derrota per 2–3 amb el Santiago Morning. Va consolidar-se com a titular durant les següents temporades, en les quals va jugar habitualment a la primera divisió xilena i la Copa de Xile.
El 31 de juliol de 2014 Roco va fitxar per l'Elx CF amb un contracte de cessió amb clàusula de compra, i va debutar-hi el 31 d'agost, jugant tot el partit en un empat 1–1 a casa contra el Granada CF.
El 31 de juliol de 2015 Roco va anar al RCD Espanyol, cedit per l'CD O'Higgins per un any, amb opció a compra.
El 28 de juny de 2016, Eduardo de la Torre va anunciar el fitxatge d'Enzo pel Cruz Azul.
Roco va fitxar pel Beşiktaş JK turc per quatre anys el 27 de juliol de 2018. El contracte entre el Beşiktaş i Roco fou rescindit de mutu acord el 6 de setembre de 2020. El 7 de setembre de 2020, va fitxar per un altre equip de la Süper Lig, el Fatih Karagümrük S.K..
El 9 de juliol de 2021, es va anunciar que Roco tornava a l'Elx CF, amb un contracte de dos anys, i tornaria a estar sota les ordres de Fran Escribá.

## Carrera internacional
Després d'haver jugat amb la selecció xilena Sub-17 el 2009, Roco va debutar amb Xile el 15 de febrer de 2012, sortint com a titular i jugant els 90 minuts en una derrota per 0–2 contra el Paraguai. Va marcar el seu primer gol com a internacional el 22 de març, el segon del partit en una victòria a casa per 3–1 contra el Perú.
El 13 de maig de 2014 Roco fou inclòs en la llista de 30 jugadors feta pel seleccionador Jorge Sampaoli pel Mundial 2014, però fou un dels set que finalment quedaren fora de la llista definitiva.

## Vida personal
El 8 de juliol de 2014 Roco va canviar el seu cognom Andia a Roco, en honor de la seva mare i el seu avi.

## Palmarès
Club
- Lliga xilena: 2010
- Copa de Xile: 2011